# Orde van Verdienste (Zuid-Afrika)
De Orde van Verdienste', in het Engels "Order of Meritorious Service" geheten, is een in 1975 ingestelde onderscheiding van de Republiek Zuid-Afrika. Sinds 2002 wordt de orde niet meer verleend.
Het lint is donkerblauw met rode en witte strepen. Deze ridderorde wordt alleen aan vreemdelingen verleend en is gedacht voor "opvallende en uitzonderlijke verdiensten voor Zuid-Afrika".
Het versiersel heeft de vorm van een wit kruis met vier armen en decoratieve lijnen. In het midden is een geëmailleerd medaillon met het wapen van Zuid-Afrika geplaatst. Een kunstig gesmeed gouden ornament in de vorm van een leeuw, sterk lijkend op de Leeuw van Sint-Marcus dient als verhoging en verbinding met het lint. De ring tussen leeuw en kleinood kreeg de vorm van de Griekse letter Omega.
De onderscheiding wordt aan Zuid-Afrikanen verleend voor verdiensten en bijzondere toewijding aan dat land. Onder de dragers zijn aartsbisschop Desmond Tutu, Ds. Dr. Beyers Naudé, Helen Suzman, winnares van de Prijs voor de Vrijheid (Liberale Internationale) en Enoch Sontonga, de componist van het nieuwe Zuid-Afrikaanse volkslied.
Deze ridderorde heeft de vijf in het internationale diplomatieke verkeer gebruikelijke graden.
- Grootkruis (Grand Cross)
- Grootofficier (Grand Officer)
- Commandeur (Commander)
- Officier (Officer)
- Lid (Member)

## De hervormingen van na 2000
President Nelson Mandela liet bekendmaken dat hij het ordestelsel wilde hervormen. De Zuid-Afrikaanse regering zag de orden als een reliek van de apartheid met een te duidelijk Europese, en niet Afrikaanse, achtergrond en symboliek. De volkeren van Zuidelijk Afrika kenden geen ridderorden. De vormgeving van deze orde werd als "negatief" beoordeeld. Dat gold met name voor de stralen, de kleuren, het anker en het Latijn van het motto van de Orde van de Goeie Hoop. Ook de traditionele Europese vormgeving van deze orde werd bezwaarlijk gevonden.